# Pulaski (New York)
Pour les articles homonymes, voir Pulaski.
Pulaski est un village du comté d'Oswego, dans l'État de New York, aux États-Unis,. En 2010, il comptait une population de 2 365 habitants.

## Démographie
Lors du recensement de 2010, le village comptait une population de 2 365 habitants, tandis qu'en 2019, elle est estimée à 2 225 habitants.